# San Luis (Arizona)
San Luis – miasto w Stanach Zjednoczonych, w stanie Arizona, w hrabstwie Yuma.